# Mirage (album Armina van Buurena)
Mirage – czwarty studyjny album holenderskiego DJ-a Armina van Buurena.
Albumu wydano 10 września 2010, zaś w Polsce 13 września. Promocji albumu towarzyszyła autorska trasa koncertowa artysty Armin Only – Mirage. Pierwszym singlem promującym kolejny album Armina był kawałek Full Focus, kolejnym nagłośnionym utworem był Not Giving Up On Love nagrany we współpracy z Sophie Ellis Bextor. Kolejno potem ukazywały się poszczególne single z płyty.
W Polsce album osiągnął status złotej płyty.

## Lista utworów
Źródło.
| 1.  | „Desiderium 207” (feat. Susana)                     | 2:08    |
|     |                                                     |         |
| 2.  | „Mirage”                                            | 6:41    |
|     |                                                     |         |
| 3.  | „This Light Between Us” (feat. Christian Burns)     | 5:09    |
|     |                                                     |         |
| 4.  | „Not Giving Up on Love” (feat. Sophie Ellis Bextor) | 2:53    |
|     |                                                     |         |
| 5.  | „I Don’t Own You”                                   | 6:46    |
|     |                                                     |         |
| 6.  | „Full Focus”                                        | 4:41    |
|     |                                                     |         |
| 7.  | „Take A Moment” (feat. Winter Kills)                | 5:02    |
|     |                                                     |         |
| 8.  | „Feels So Good” (feat. Nadia Ali)                   | 3:57    |
|     |                                                     |         |
| 9.  | „Virtual Friend” (feat. Sophie)                     | 7:11    |
|     |                                                     |         |
| 10. | „Drowning” (feat. Laura V)                          | 2:45    |
|     |                                                     |         |
| 11. | „Down To Love” (feat. Ana Criado)                   | 4:15    |
|     |                                                     |         |
| 12. | „Coming Home”                                       | 6:20    |
|     |                                                     |         |
| 13. | „These Silent Hearts” (feat. BT)                    | 5:48    |
|     |                                                     |         |
| 14. | „Orbion”                                            | 5:17    |
|     |                                                     |         |
| 15. | „Minack” (feat. Ferry Corsten)                      | 6:43    |
|     |                                                     |         |
| 16. | „Youtopia” (feat. Adam Young)                       | 3:59    |
|     |                                                     |         |
|     |                                                     | 1:19:35 |
|     |                                                     |         |
Utwory bonusowe iTunes:
| 17. | „Breathe in Deep” (feat. Fiora)                | 6:10  |
|     |                                                |       |
| 18. | „Take Me Where I Wanna Go” (feat. Van Velzen)  | 7:21  |
|     |                                                |       |
| 19. | „I Surrender” (feat. Cathy Burton)             | 8:06  |
|     |                                                |       |
| 20. | „Love Too Hard” (feat. Jessie Morgan)          | 7:18  |
|     |                                                |       |
| 21. | „Virtual Friend” (Acoustic Mix) (feat. Sophie) | 3:55  |
|     |                                                |       |
|     |                                                | 32:50 |
|     |                                                |       |

## Armin Only - Mirage
W celach promowania albumu Armin van Buuren stworzył swoją autorską trasę koncertową Armin Only - Mirage. Jest to całonocna impreza, podczas której dominuje muzyka trance oraz electronica. Seria koncertów obejmuje występy m.in. w takich krajach jak: Holandia, Polska czy Czechy.

### Trasa koncertowa
- 13 listopada 2010 – Holandia, Utrecht, Jaarbeurs
- 10 grudnia 2010 – Argentyna Buenos Aires, Hipico Argentino
- 11 grudnia 2010 – Argentyna, Buenos Aires, Hipico Argentino
- 4 grudnia 2010 – Ukraina, Kijów
- 31 grudnia 2010 – Australia, Melbourne, Etihad stadium
- 22 stycznia 2011 – Liban, Beirut, BIEL Center
- 12 lutego 2011 – Rosja, Sankt Petersburg
- 19 lutego 2011 – Polska, Poznań, Międzynarodowe Targi Poznańskie (MTP)
- 2011 – Stany Zjednoczone, Los Angeles
- 2011 – Brazylia, São Paulo
- 2011 – Węgry, Budapeszt
- 7 maja 2011 – Rosja, Moskwa
- 10 czerwca 2011 – Słowacja, Bratysława, National Ice Hockey Arena